# Каняне
Каняне (хорв. Kanjane) — населений пункт у Хорватії, у Шибеницько-Книнській жупанії у складі міста Дрниш.

## Населення
Населення за даними перепису 2011 року становило 3 осіб.
Динаміка чисельності населення поселення:

## Клімат
Середня річна температура становить 12,98 °C, середня максимальна – 28,50 °C, а середня мінімальна – -2,06 °C. Середня річна кількість опадів – 891 мм.
| Клімат поселення                              | Клімат поселення | Клімат поселення | Клімат поселення | Клімат поселення | Клімат поселення | Клімат поселення | Клімат поселення | Клімат поселення | Клімат поселення | Клімат поселення | Клімат поселення | Клімат поселення | Клімат поселення |
| Показник                                      | Січ.             | Лют.             | Бер.             | Квіт.            | Трав.            | Черв.            | Лип.             | Серп.            | Вер.             | Жовт.            | Лист.            | Груд.            |                  |
| Середній максимум, °C                         | 9,78             | 10,60            | 13,72            | 17,28            | 22,05            | 25,85            | 28,50            | 28,28            | 23,45            | 18,54            | 13,28            | 10,17            |                  |
| Середня температура, °C                       | 3,86             | 4,68             | 7,80             | 11,37            | 16,14            | 19,93            | 23,47            | 23,25            | 18,42            | 13,52            | 8,26             | 5,15             |                  |
| Середній мінімум, °C                          | −2,06            | −1,24            | 1,88             | 5,45             | 10,21            | 14,01            | 18,44            | 18,23            | 13,40            | 8,49             | 3,22             | 0,12             |                  |
| Норма опадів, мм                              | 73               | 66               | 70               | 77               | 64               | 64               | 42               | 55               | 82               | 94               | 111              | 93               |                  |
| Середньомісячна швидкість вітру, м/с          | 1.90             | 2.15             | 2.37             | 2.32             | 2.08             | 1.86             | 1.87             | 1.71             | 1.82             | 1.85             | 2.16             | 2.13             |                  |
| Середньомісячна сонячна радіація, кДж/м²·день | 5361             | 8097             | 11754            | 16222            | 20115            | 22642            | 24336            | 21272            | 15871            | 10303            | 5776             | 4564             |                  |
| --------------------------------------------- | ---------------- | ---------------- | ---------------- | ---------------- | ---------------- | ---------------- | ---------------- | ---------------- | ---------------- | ---------------- | ---------------- | ---------------- | ---------------- |
| Джерело:                                      |                  |                  |                  |                  |                  |                  |                  |                  |                  |                  |                  |                  |                  |